# 謝爾默湖
48°1′13.584″N 9°37′43.392″E / 48.02044000°N 9.62872000°E

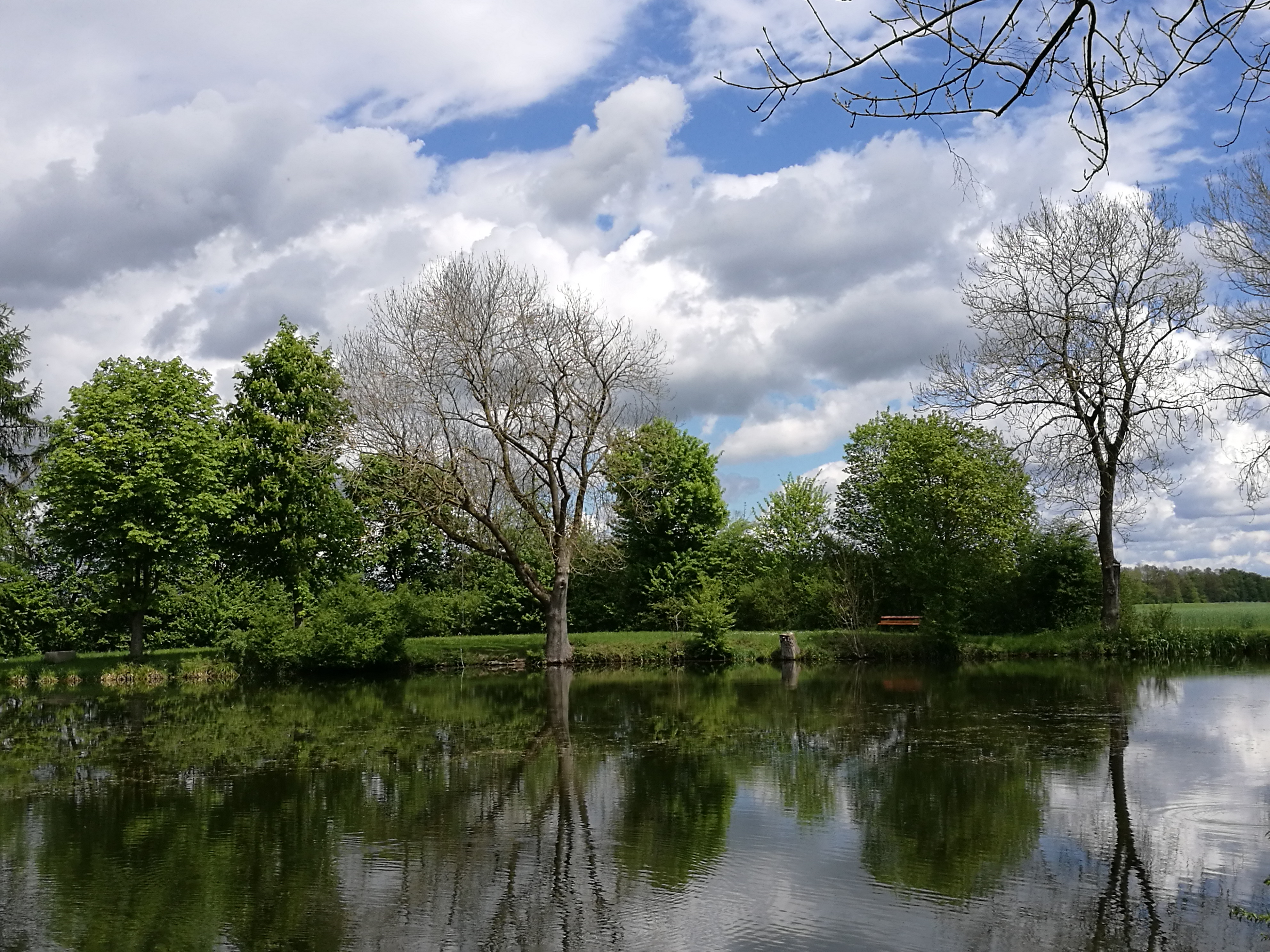

謝爾默湖（德語：Schelme），是德國的湖泊，位於該國西南部，由巴登-符騰堡州負責管轄，處於巴特舒森里德，長0.6公里、寬0.5公里，面積0.004平方公里，海拔高度594米，平均水深1.8米，最大水深2.7米，湖岸線長度0.2公里，水體容量7千立方米。